# 马格德堡号小巡洋舰 (1917年)
马格德堡号是德意志帝国海军于第一次世界大战期间建造的十艘科隆级小巡洋舰的四号舰，得名于1914年在奧斯穆斯島擱淺的第一代马格德堡号。新舰于1916年在基尔的霍瓦兹船厂开始架设龙骨，并于1917年11月下水。然而，由于缺乏人员和物资，工程在计划完工前九个月中止。至1919年11月17日，马格德堡号正式从海军名录中除籍，并在出售后于1922年拆解报废。